# Remoiville
Remoiville ist eine französische Gemeinde mit 130 Einwohnern (Stand: 1. Januar 2022) im Département Meuse in der Region Grand Est (bis 2015 Lothringen). Sie gehört zum Arrondissement Verdun und zum Kanton Montmédy. 

## Geografie
Remoiville liegt etwa 45 Kilometer nordnordwestlich von Verdun am Loison. Umgeben wird Remoiville von den Nachbargemeinden Iré-le-Sec im Norden, Saint-Jean-lès-Longuyon im Nordosten und Osten, Jametz im Osten und Südosten, Delut im Südosten, Bréhéville im Süden und Südwesten, Brandeville im Südwesten sowie Louppy-sur-Loison im Westen.

## Bevölkerungsentwicklung
| Jahr                       | 1962 | 1968 | 1975 | 1982 | 1990 | 1999 | 2006 | 2011 | 2019 |
| Einwohner                  | 422  | 157  | 134  | 138  | 140  | 152  | 154  | 148  | 134  |
| Quellen: Cassini und INSEE |      |      |      |      |      |      |      |      |      |

## Sehenswürdigkeiten
- Kirche Saint-Jacques aus dem 18. Jahrhundert

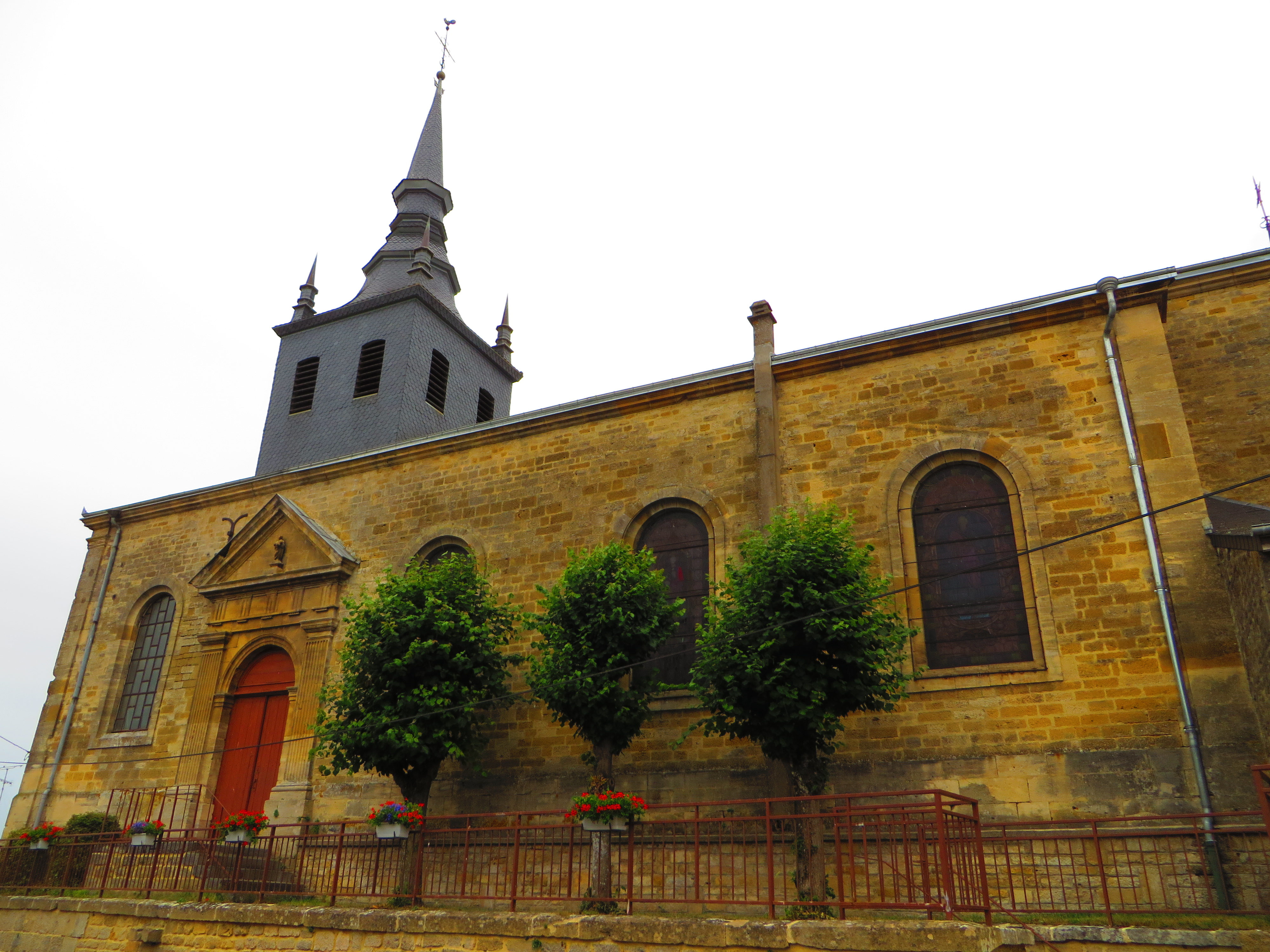
Kirche Saint-Jacques